# Plethodon dorsalis
Espèce
Synonymes
- Plethodon cinereus dorsalis Cope, 1889

Statut de conservation UICN

 LC  : Préoccupation mineure
Plethodon dorsalis est une espèce d'urodèles de la famille des Plethodontidae.

## Répartition
Cette espèce est endémique d'Amérique du Nord. Elle se rencontre aux États-Unis, dans le sud de l'Indiana, dans le Sud et l'Est de l'Illinois, dans l'ouest du Kentucky, dans le centre du Tennessee, dans le Nord et l'Ouest de l'Alabama et dans le nord-est du Mississippi.

## Publication originale
- Cope, 1889 : The Batrachia of North America. U.S. National Museum Bulletin, no 34, p. 1-525 (texte intégral).